# Georg Preusse
Georg Wilhelm Johannes Preuße (* 24. August 1950 in Ankum) ist ein deutscher Schauspieler, der vor allem als Travestiekünstler unter dem Namen Mary bekannt wurde.

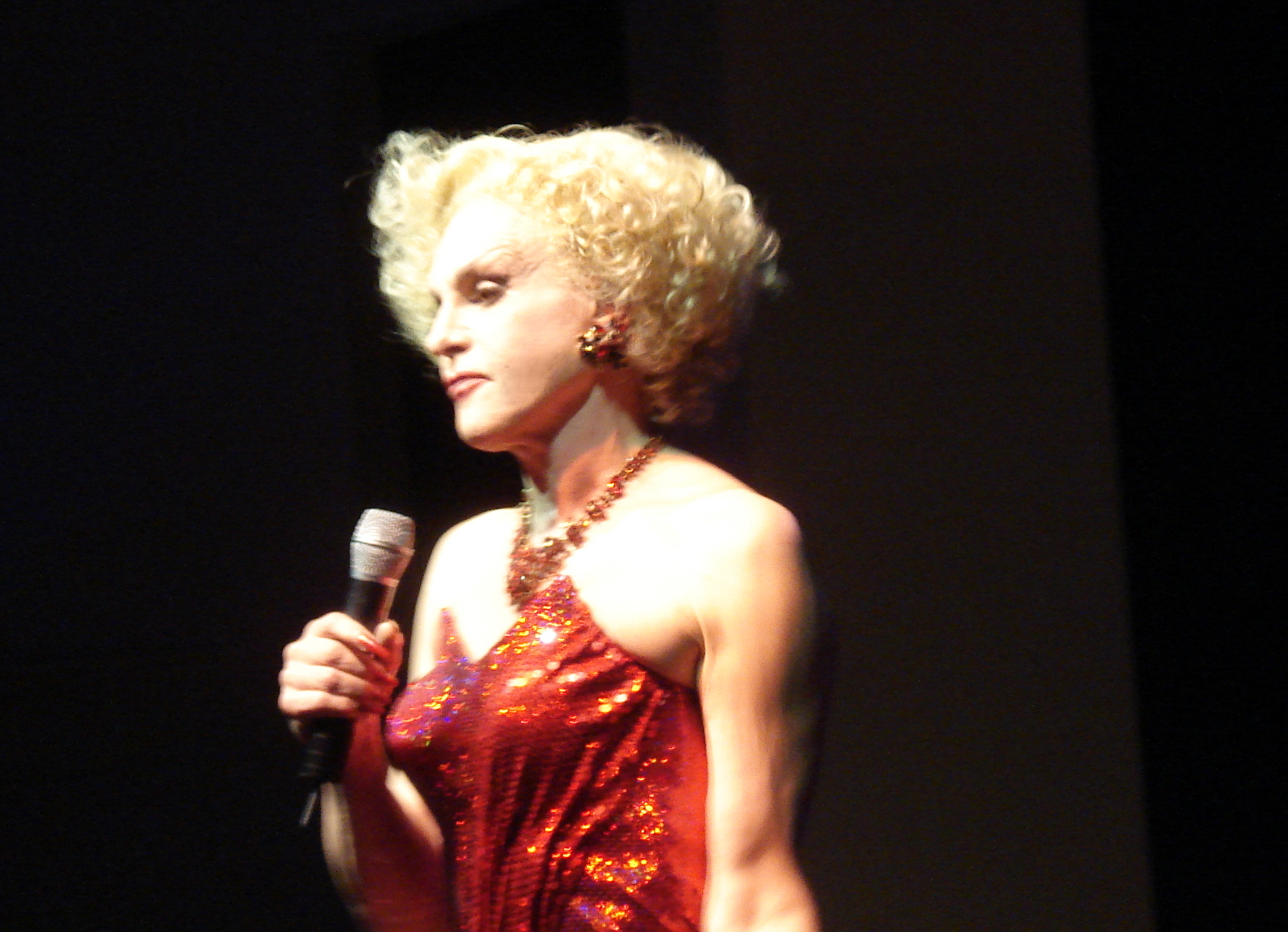
Georg Preuße in seiner Paraderolle Mary; Charitygala Gabi Decker and friends in Berlin (Sept. 2009)

## Leben
Er erlernte zunächst das Handwerk des Radio- und Fernsehtechnikers, trat schon in jungen Jahren als Travestiekünstler in Clubs auf. Er schuf die Bühnenfigur Mary Morgan.
Einem breiten Publikum bekannt wurde er Anfang der 1980er Jahre mit seinem Bühnenpartner Reiner Kohler als das Duo Mary & Gordy. Im Fernsehen wurden insgesamt sechs Shows der beiden ausgestrahlt. Dazu traten sie in zahlreichen Tourneen auf. 1987 erhielten Mary & Gordy die Goldene Kamera der Fernsehzeitschrift Hörzu. Kohler musste seine Karriere aus gesundheitlichen Gründen 1987 beenden. Preusse begann daraufhin eine Solokarriere als Mary mit Tourneen und eigenen TV-Shows. Ein Höhepunkt jeder Show war das letzte Lied So leb dein Leben, eine Interpretation des Frank-Sinatra-Klassikers My Way in der Version von Mary Roos, bei der sich Preuße während des Gesangs seiner Schminke, Kleidung und Perücke entledigt und von Mary zu Georg Preusse wird. Eine der Mary-&-Gordy-Shows und später eine der Mary-Shows waren der deutsche Beitrag zum Wettbewerb um die Goldene Rose von Montreux.
Neben seiner Lebensrolle als Mary war Preusse auch in anderen Rollen und als Moderator in Theater, Film und Fernsehen zu sehen. 1999 erhielt er den Berliner Bären (B.Z.-Kulturpreis), ferner den Beauty-Face-Award 2001 des Bundesverbandes der Kosmetikerinnen e. V. sowie insgesamt dreimal den Goldenen Vorhang als beliebtester Schauspieler in Berlin in den Theatersaisons 1999/2000, 2002/2003 und 2003/2004. In den 1990er Jahren hatte er mit der Firma Zentis einen  Werbevertrag. 2004 erhielt er den Peter-Frankenfeld-Preis.
25 Jahre nachdem er mit seinem langjährigen Lebensgefährten und Manager Jack Amsler eine Lebenspartnerschaft eingegangen war, heirateten sie im Juli 2002. Zusammen wohnen sie in der Schweiz.
Am 20. März 2022 feierte Preusse sein 40. Bühnenjubiläum als Mary, mit der Charity-Single Noch singe ich zur Unterstützung der Organisation „Superhelden fliegen vor“, einer Initiative, die sich für junge Sterbende und ihre Freunde einsetzt und deren offizielle Botschafterin Mary ist.

## Schaffen (Auswahl)

### Bühnenrollen
Theater
- 1991–1993: Narrenkäfig, Rolle: Albin
- 2000–2014: Jedermann, Rolle: Mammon, Jedermann (Berlin)
- 2002: Draußen vor der Tür, Rolle: Beckmann
- 2005–2006: Die Dreigroschenoper, Rolle: Mackie Messer
- 2018: Der Stellvertreter, Rolle: Papst Pius XII

Musical
- 1993–1994: Cabaret, Rolle: Conferencier

### Filmografie
Fernsehshows
Mit Reiner Kohler als Mary & Gordy:
- 1981–1986: Mary & Gordy – Spaß an der Verwandlung 1–5

Solo als Mary:
- 1989–1991: Die frech-frivole Illusion
- 1991–1992/1996: Mary-Show, 25 Folgen (Sketche, Gesang, Tanz, Talk)
- 1992: Sternschnuppen
- 1992/2001: Mary-Silvestershow
- 2005: Schillernde Zeiten
- 2007: Mary Christmas

Fernsehfilme und -serien
- 1983: Mary & Gordy auf dem Lande
- 1986: Frau’n, Frau’n, Frau’n
- 1995: Marys verrücktes Krankenhaus (Fernsehserie)
- 1997: Derrick (Fernsehserie, Folge 24x09)
- 2001: Der Pfundskerl (Fernsehserie, Folge 3)
- 2018: SOKO München (Fernsehserie, Folge 44x06)

Moderationen
- 1989: Baden-Badener Roulette
- 1993: Marys Quiz
- 2001: Langer Samstag

### Diskografie
Alben mit Gordy
- 1981: … doch richtige Damen werden wir nie
- 1983: Meistens ist gar nichts dahinter
- 1985: Frau’n, Frau’n, Frau’n
- 1987: Live! Spass an der Verwandlung
- 1987: Live
- 1988: Starportrait

Soloalben
- 1991: Mein Körper ist mein Kapital
- 1995: Ich bin eine Dame, Sie …
- 1995: Mary
- 1996: Mary Live
- 1999: Mary in Berlin
- 2003: Ich fang erst an
- 2007: Mary Christmas

Singles mit Gordy
- 1981: So leb’ Dein Leben (My Way) / Doch richtige Damen werden wir nie (The Lady Is a Tramp)
- 1983: Es ist nicht leicht ein Clown zu sein / Vom festen Grundsatz zum lockeren Mädchen
- 1985: Frau’n, Frau’n, Frau’n / Canasta
- 1985: 1000 Augen / Frau’n, Frau’n, Frau’n (Teil II)

Solo-Singles
- 2014: Gib auf deine Seele acht / Meine Liebe zu dir, die ist echt